# Trinca, sexo y rocanrol
Trinca, Sexo y Rocanrol es el segundo álbum de estudio en español de La Trinca, editado en su versión original en 1986 la cual correspondía a una reedición de la versión original en catalán llamada Trinca, sexe i rocanrol (1986).
La versión para Sudamérica fue editada en 1988 y contenía además algunos temas de su anterior álbum en español Quesquesé se merdé de 1983, el cual permanece inédito en dicho mercado.
Este trabajo constituyó su carta de presentación en el continente Americano y es hasta ahora su álbum más recordado, gracias al éxito Quiero una Novia Pechugona, que los catalogó en el ranking Sudamericano como una banda de Rock en español.
Ambas versiones fueron grabadas en Vinil de 12" (LP), con sonido estereofónico a la acostumbrada velocidad de 33RPM .

## Lista de canciones de la versión Española
Lado A:
1. El IVA [hecho fácil]
2. Y el pobre mundo, ¿qué?
3. La "tele" matutina
4. Sube al avión
5. Qué bonitos los anuncios

Lado B:
1. No sé por qué te quiero : ( canción del electorado socialista)
2. Quiero una Novia Pechugona
3. El hombre light
4. Masacre y aniquilación
5. El centro on the rocks

## Lista de canciones de la versión para Sudamérica
Lado A:
1. Quiero una Novia Pechugona
2. El barón del bidé
3. Las hermanas sister
4. Oda al papel higiénico
5. Vade retro

Lado B:
1. Sube al avión
2. Sevillanas de la probeta
3. Hombre light
4. La patata
5. El iva
6. Por primera vez

- Datos: Q6152691